# Sangskriverværksted
I et sangskriverværksted mødes man og lytter til hinandens sange, som derefter bliver udsat for konstruktiv kritik. [kilde mangler]